# Allan Bennett
Charles Henry Allan Bennett (1872 - 1923) foi um místico inglês, que se tornou um dos grande divulgadores do Budismo no mundo ocidental.

## Biografia
Bennett foi educado no Hollesly College (Inglaterra), onde se graduou em Química. Desde jovem, tornou-se um estudioso de Ocultismo e, embora fosse muito pobre e possuísse uma saúde precária, causou forte impressão entre os outros ocultistas de sua época.
Em 1894, ingressou na Ordem Hermética da Aurora Dourada (Golden Dawn), onde não tardou a se tornar uma das mentes mais brilhantes daquela Ordem. Preocupado com a Iluminação, Bennett favorecia o Misticismo e a Magia Branca, em vez de siddhis (poderes mágicos).
Na Ordem, Bennett conheceu Aleister Crowley e Samuel Liddell MacGregor Mathers. Com este último, começou a trabalhar em um livro sobre Cabala Hermética, (que Crowley viria a usar como base para o seu Liber 777). Residindo em um apartamento em ruínas, ele aceitou o convite de Crowley para ir morar com ele. Em contrapartida, treinou Crowley nos fundamentos da Magia, tentando incutir-lhe devoção à Magia Branca.
Em 1900, com a idade de 28 anos, Bennett viajou para a Ásia, buscando alívio para sua Asma, e para se dedicar ao estudo do Budismo. Primeiro ele viajou até o Ceilão, onde estudou Hatha Yoga, sob orientação do iogue Shri Parananda. Mais tarde, na Birmânia, fez os votos de um monge budista, e assumiu o nome de "Ananda Metteyya". Em 1902, Crowley veio visitá-lo e foi instruído em Hatha Yoga. Neste período, os dois homens concordaram quanto à validade das práticas budistas.
De volta à Inglaterra, em 1908, Bennett dedicou-se à difusão do budismo em sua terra natal. Publicou "O treinamento da mente", no "The Equinox" e buscou o auxílio de Crowley. Porém, a essa altura, Crowley havia se afastado do Budismo, em favor de sua própria reformulação da Tradição Hermética, que ele chamou de Thelema. Em parte devido a essa divergência, os dois se distanciaram.
Por motivos de saúde, Bannett planejava viajar para a Califórnia (EUA), mas a eclosão da Primeira Guerra Mundial reteve-o na Inglaterra, forçando-o a viver na miséria e na doença. Ele faleceu aos 51 anos de idade.
Bannett deixou dois livros escritos: "A Sabedoria dos árias" (1923) e "The Religion of Burma" (1911), reeditado em 1929 pela Theosophical Publishing House.